# Bufotes shaartusiensis
Bufotes shaartusiensis é uma espécie de anfíbio anuro da família Bufonidae. Está presente no Afeganistão, Tajiquistão e Turquemenistão. A sua validade como espécie é questionada, sendo por vezes considerada sub-espécie de Bufotes turanensis.